# Kondensering

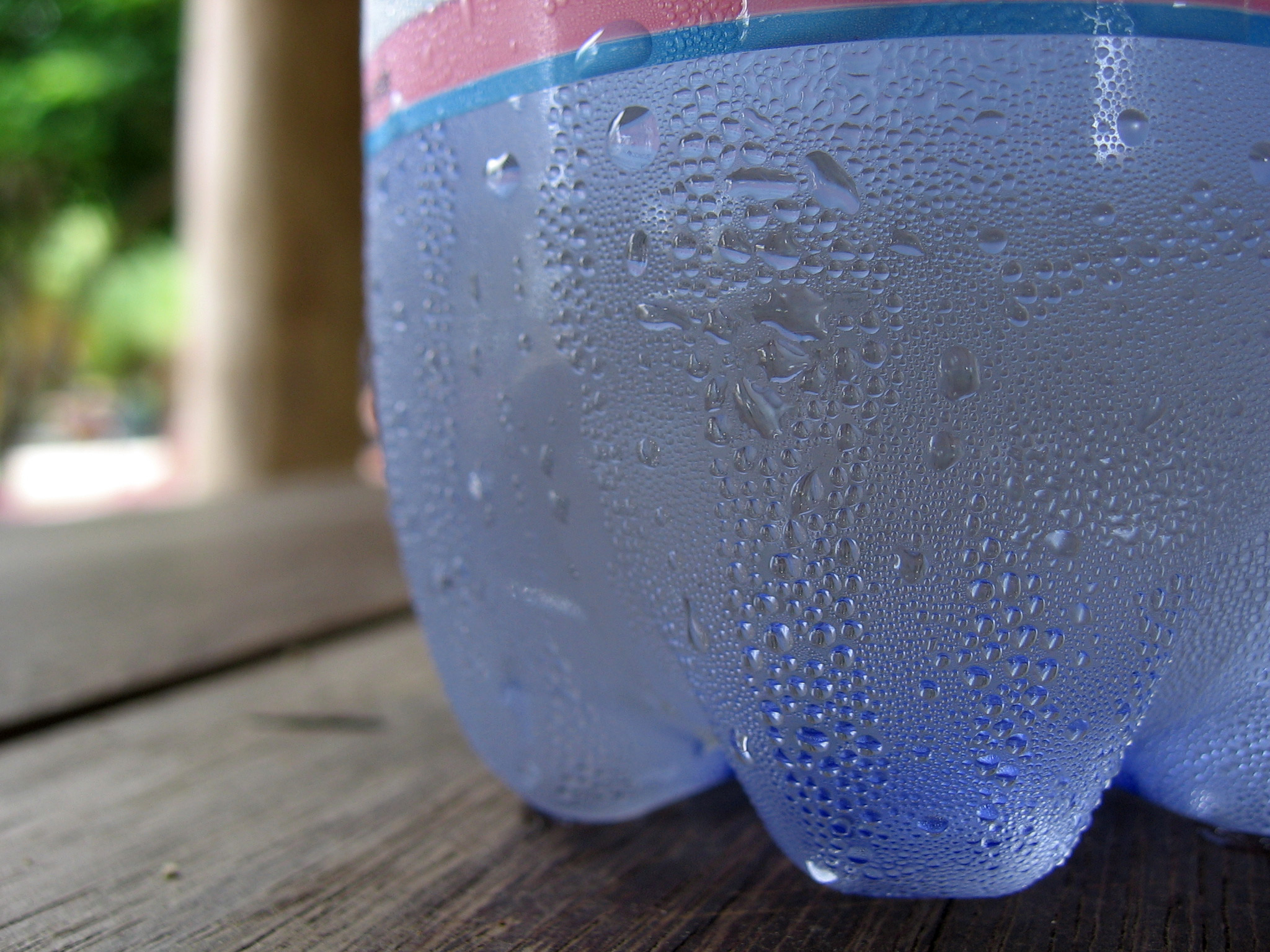
Ånga i luften kondenserar en varm dag på en flaska kallt vatten.

Kondensering eller kondensation är en ändring av aggregationstillståndet hos en substans till en tjockare fas, såsom när en gas (eller ånga) övergår till vätska. Kondensation sker till exempel när ånga kyls ner och övergår till vätska, men kan också ske om ånga komprimeras (det vill säga att trycket mot ångan ökas) till en vätska, eller får undergå en kombination av nedkylning och kompression. Vätska som har kondenserat från ånga kallas för kondensat.
Vatten som ses på utsidan av ett kallt glas en varm dag är kondens. Motsatsen till kondensering är förångning, då en vätska övergår till gas eller ångform.